# Lac Pink
Lac Pink är en sjö i Kanada.   Den ligger i regionen Outaouais och provinsen Québec, i den sydöstra delen av landet, 11 km nordväst om huvudstaden Ottawa. Lac Pink ligger 166 meter över havet. Arean är 0,10 kvadratkilometer.
Runt Lac Pink är det i huvudsak tätbebyggt. Runt Lac Pink är det mycket tätbefolkat, med 1 754 invånare per kvadratkilometer.